# КАвЗ-3244
КАвЗ-3244 (3241) — российский штабной автобус малого класса капотной компоновки, разработанный на базе грузового шасси ЗИЛ-5301БО.

## Описание
Производство автобуса КАвЗ-3244 началось в 1996 году. Он выпускался на дочернем предприятии ТОО «Вика ЛТД».
Серийное производство модели началось в 1998 году. В 2001 году был представлен вариант КАвЗ-32441 (КАвЗ-324410).

## Особенности
Автобус КАвЗ-3244 является производной моделью от ЗИЛ-5301БО. Кабина, двигатель и трансмиссия полностью заимствованы от базовой модели.

## Отличия отЗИЛ-3250
Автобус КАвЗ-3244 является лицензионным клоном автобуса ЗИЛ-3250. Отличия заключаются в использовании форточек от КАвЗ-3976, наружной боковой автоматической двери с приводом «обкатывающего» типа (у автобуса ЗИЛ-3250 были двери от автобусов Ikarus-415 (задняя) и ЛиАЗ-5256; также присутствовала сдвижная дверь) и возможном отсутствии задней двустворчатой двери. Передние верхние габаритные огни в некоторых моделях присутствуют на крыше (у ЗИЛ-3250 они были только над лобовым стеклом).

## Технические характеристики
- Двигатель: ММЗ-Д-245.12С
- Мощность: 80 кВт (109 л.с.)
- Объём двигателя: 4,75 л
- Крутящий момент: 350 Н*м
- Стандарт выбросов: ЕВРО-1
- Расход топлива: 14 л / 100 км
- Трансмиссия: пятиступенчатая механическая коробка передач «ЗИЛ-130»
- Объём бака: 250 л
- Максимальная скорость: 90 км / ч
- Тормозная система: гидравлическая, ABS опционально
- Колёсная формула: 4 × 2
- Длина: 6700 мм
- Ширина: 2230 мм
- Высота: 2875 мм
- Колёсная база: 3650 мм
- Высота салона для стоящих пассажиров: 1920 мм
- Ширина двери: 650 мм
- Количество мест для сидения: 15
- Количество стоячих мест: 14
- Снаряжённая масса: 5200 кг
- Полная масса: 6900 кг